# Harmadik világ

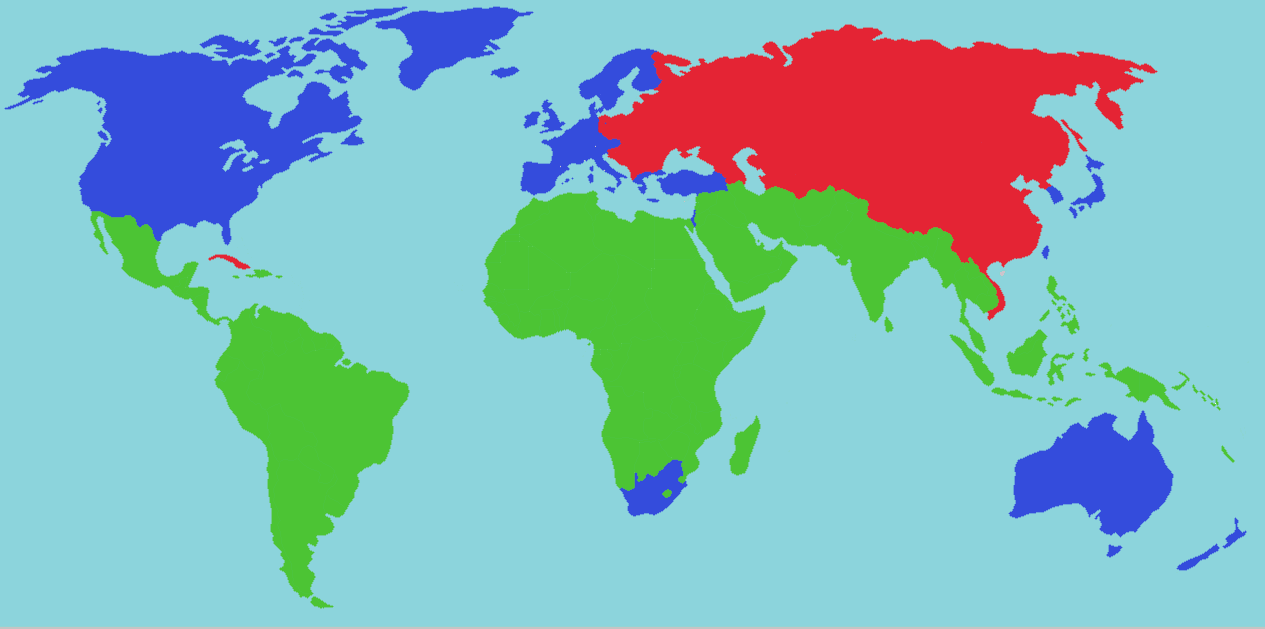
A három világ a hidegháború alatt.
Első világ: A Nyugati blokkhoz tartozó államok (NATO és szövetségesek) az Egyesült Államok vezetésével
Második világ: A Keleti blokkhoz tartozó államok (Varsói Szerződés, Kínai Népköztársaság és szövetségesek) a Szovjetunió vezetésével
Harmadik világ: Egyik nagy tömbhöz sem tartozó, államok, el nem kötelezett országok mozgalma

A harmadik világ (franciául tiers-monde) azokat az országokat jelenti, melyek a hidegháború időszakában sem a nyugati hatalmak, sem a keleti blokk országaival nem kötöttek szövetséget. A kifejezést Alfred Sauvy francia demográfus alkotta meg 1952-ben.
Ma már tágabb értelemben használják a kifejezést és minden olyan országot ideértenek, amelyek fejlettsége és ahol a lakosság életszínvonala alacsony, az állam politikai orientációjától függetlenül. A harmadik világ országai Afrikában, Ázsiában és Dél-Amerikában vannak.

## Története
A harmadik világ (tiers monde) kifejezés a hidegháború időszakában, 1952. augusztus 14-én jelent meg Alfred Sauvy francia demográfus, antropológus és történész által a L'Observateur folyóiratban publikált cikkben, hogy összefoglaló nevet kapjanak azok az országok, melynek nem csatlakoztak sem a NATO-hoz, sem a Varsói Szerződéshez és amelyek kis szerepet játszottak a nemzetközi kereskedelemben és a világgazdaságban. Az Egyesült Államok, Kanada, az Egyesült Királyság, Franciaország, az NSZK, Olaszország és szövetségeseik az első világot, míg a Szovjetunió, Kína, Kuba, Észak-Korea, Vietnám és szövetségeseik a második világot képviselték. Ez a terminológia lehetőséget adott arra, hogy a Föld országait politikai alapon három különböző csoportba rangsorolják. A harmadik világ fogalmának nincs egyértelmű vagy elfogadott meghatározása. A harmadik világ inkább politikai, mint gazdasági csoportosulás volt.
A tipikus harmadik világbeli ország nem iparosodott és gazdaságilag szegénynek számított. A politikai diskurzusban gyakran az alacsonyan fejlett országokra használják a kifejezést, így például a keleti blokk országai közül Kubát gyakran harmadik világbeli országnak tekintették. Rendszerint sok olyan országot foglalt magába, melyek korábban gyarmati múlttal rendelkeztek Afrikában, Latin-Amerikában, Óceániában és Ázsiában. Olykor az el nem kötelezett országok mozgalmával is azonosították a harmadik világot, de gyakori, hogy a gazdasági világrendszer részét képezve a periféria országaiként is hivatkoznak ezekre az országokra.
A hidegháború során egyes európai demokráciák (Ausztria, Finnország, Írország, Svédország és Svájc) nem csatlakoztak a NATO-hoz és gazdaságilag is fejlett országoknak minősültek.
A Szovjetunió felbomlása és a hidegháború vége óta a Harmadik Világ kifejezés használata ritkábbá vált. Olyan kifejezésekkel váltották fel, mint a fejlődő országok, a legkevésbé fejlett országok vagy a globális dél.